# Museo minerario di Abbadia San Salvatore
Il Museo minerario di Abbadia San Salvatore, nel comune omonimo della provincia di Siena, è una struttura dedicata all'industria mineraria. Sorge ad ovest dell'abitato nell'area che fu della Società delle Miniere di mercurio, della quale sono stati ristrutturati gli edifici ora di proprietà del Comune.

## Storia
Il mercurio dell'Amiata era noto e sfruttato fin dall'antichità. 

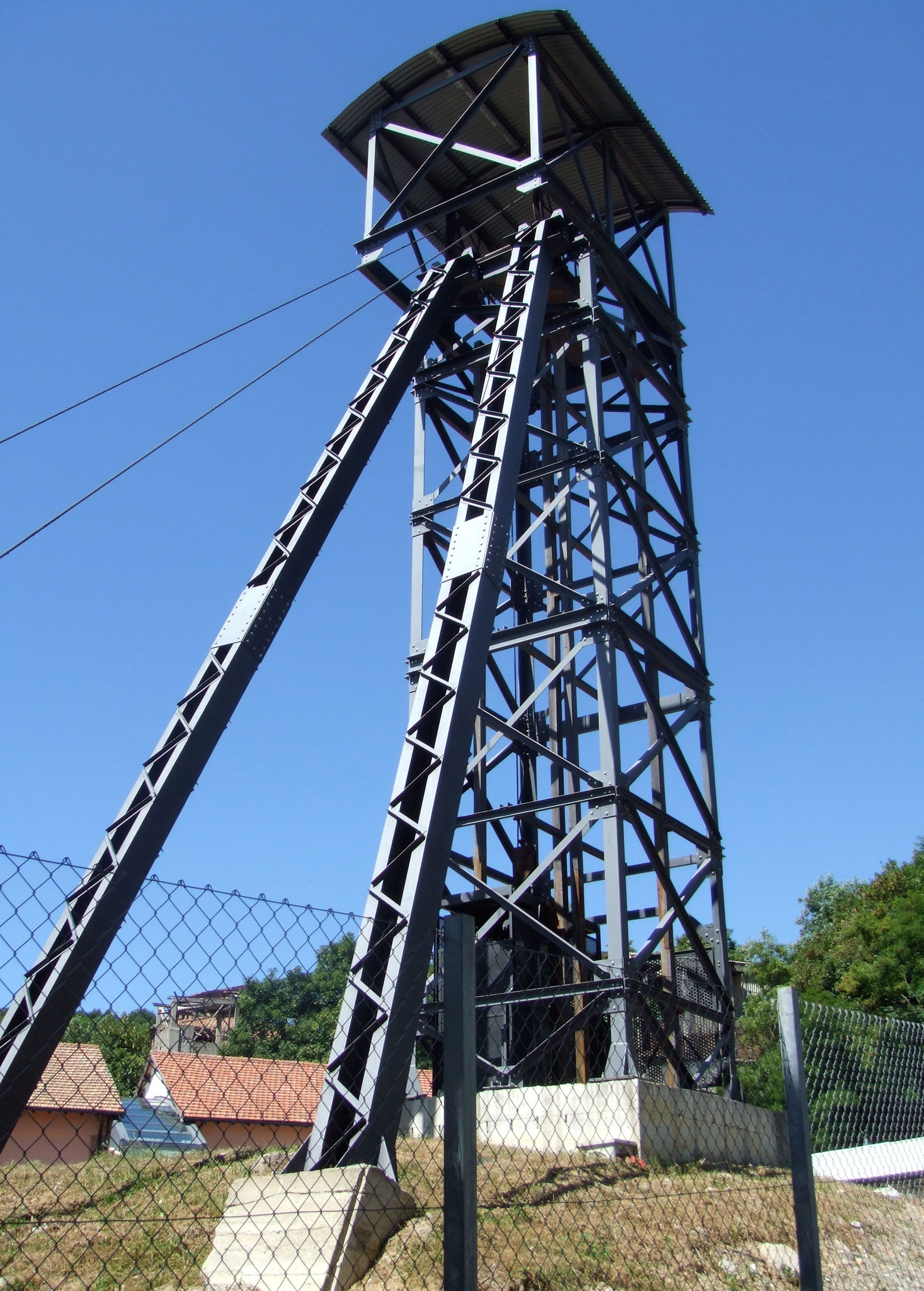
Nel sito minerario.

La Società delle Miniere di mercurio, che avviò nell'area lo sfruttamento su scala industriale del cinabro, fu fondata nel 1897 con capitale tedesco. L'attività mineraria cominciò il 31 gennaio 1899 con l'accensione del primo altoforno. Le miniere del monte Amiata divennero in soli 20 anni tra le più importanti al mondo per lo sfruttamento del cinabro assieme alle miniere di Almaden, in Spagna, e alle miniere di Idrija, in Slovenia: tra il 1900 e il 1920 incrementò a tal punto la produzione da rappresentare il 25% dell'intera produzione mondiale di mercurio. 
L'attività si arrestò definitivamente nel 1972 a causa di una crisi nella domanda di mercurio a livello mondiale. La miniera presenta ancora gallerie per 35 chilometri che si estendono per 400 metri in profondità.

## Il museo

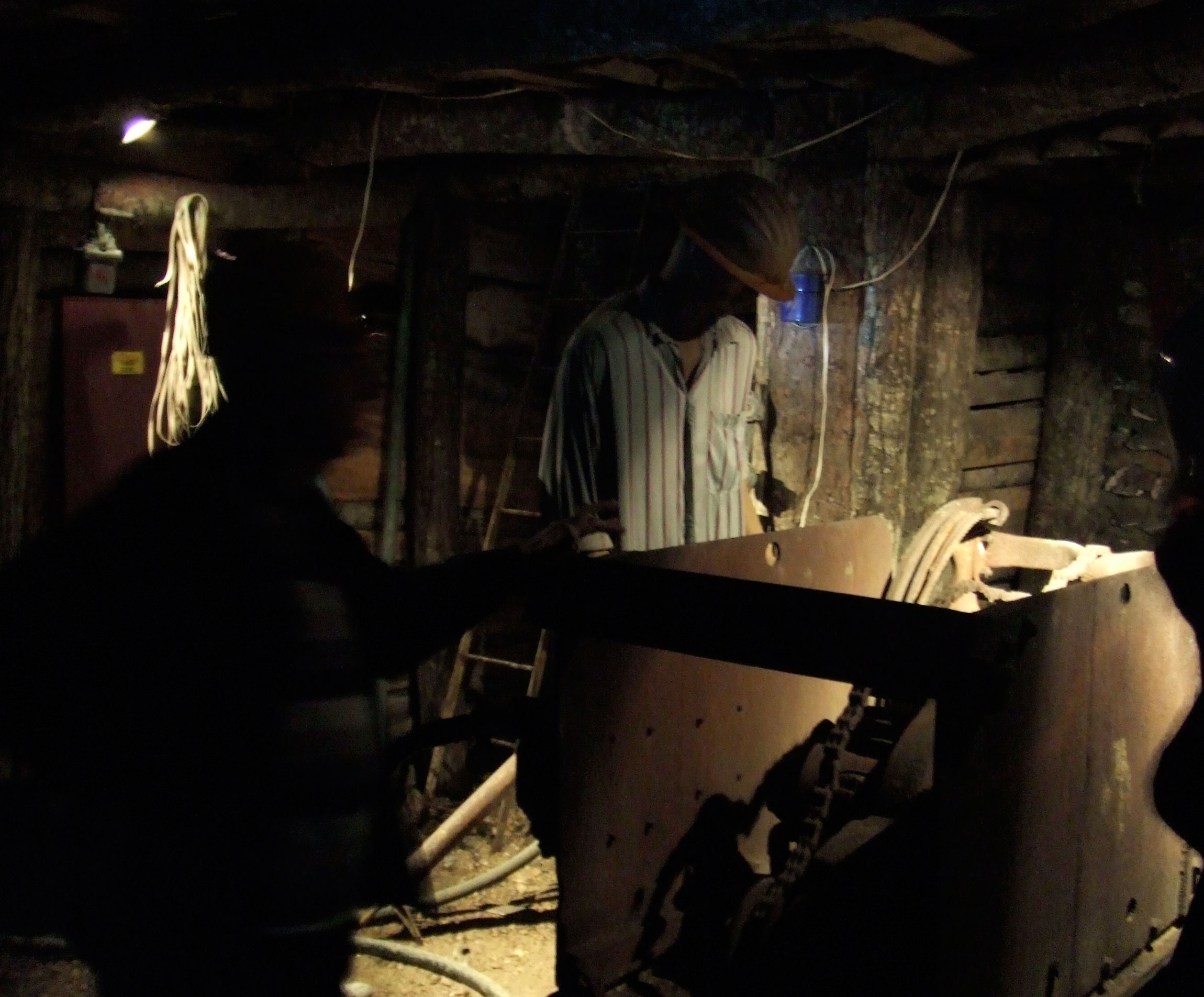
Una galleria della miniera di cinabro nel museo.

Il percorso museale si sviluppa lungo cinque sale dedicate a:
- la Geologia;
- Amiata e il mercurio;
- Storia di una miniera;
- Il lavoro in galleria;
- Le altre attività.

Il museo comprende inoltre una galleria con un percorso di circa 300 metri dove sono riprodotti i luoghi di lavoro e un archivio storico delle miniere che documenta gli aspetti del lavoro (macchinari, attrezzi, gallerie) e della vita quotidiana nell'area mineraria.